# Кърка (национален парк)
Вижте пояснителната страница за други значения на Кърка.
Кърка (на хърватски: Krka) е национален парк в Хърватия, в средната част на Далмация по долината на река Кърка между градовете Книн и Шибеник. Обявен е за национален парк през 1985 г.

## Общи сведения
Паркът има площ 109 км² и е разположен по протежението на река Кърка като само на две места в южната му част се отклонява на няколко километра от течението ѝ – при град Скрадин и покрай река Чикола, приток на Кърка. Самата река е дълга 72 км и през 2/3 от дължината си преминава през варовиков каньон с дълбочина над 220 м, проправяйки си път към устието си на Адриатическия бряг.
В границите на парка попадат седем големи каскадни водопада с общ пад на водата 242 м. В горното течение на реката се намират два от тях с височина по 10 м, при навлизането на Кърка в областта Книн е водопадът Велики Бук (20 м), а в долното течение са водопадите: Билушич Бук (19,6 м), Бърлян (15 м), Манойловац (84,5 м), Рошки Слап (25,5 м) и най-дългият от всички – Скрадински Бук (37,5 м), който е и най-величественият.

## Растителен и животински свят
Флората в парк Кърка е представена от над 860 вида. Самата река е обитавана от 18 различни вида риби. Тук гнездят много видове птици, а в района преминават част от маршрутите за миграция на прелетните птици, което представлява голям интерес за орнитолозите. Част от интересните птици, които могат да бъдат наблюдавани тук, са: скалният орел, орелът рибар, орелът змияр, белоглавият лешояд. В Кърка се намира и единственият център за опитомяване и обучение на ястреби в Хърватия и посетителите имат възможност да станат свидетели на демонстрации на лов с ястреби. Паркът е местообитание на 18 вида прилепи, повечето от които са застрашени от изчезване.

## Забележителности
- Францискански манастир Висовац разположен на малкото островче Висовац. На това място между водопадите Рошки Слап и Скрадински Бук река Кърка прилича по-скоро на езеро. Манастирът е основан през XIV в.;[2];
- Сръбски православен манастир, основан през XIV в. Неколкократно разрушаван, а през XVII в. сринат от османците почти до основи. Щети е понесъл и по време на бомбардировките през 1995 г. Възстановен е през 2001 г.;
- Етнографски музей при водопада Скрадински Бук. Тук могат да се видят воденици, в които е показан механизмът, по който използвайки енергията на водата са били смилани житните култури. Представени са също ковачница, тъкачница и други традиционни занаяти;
- Голям брой крепости, повечето в руини, строени за защита от турците. По-големите сред тях са:
  - Нечвен – съградена през XV в. и превзета от турците през 1522 г. Възстановена през 1688 г., но едно столетие по-късно била изоставена напълно[3];
  - Чучево – след превземането ѝ от турците била превърната в затвор. Разрушена през 1648 г.;
  - Ключица – изградена през 1330 г. Османците завладяват Ключ през 1546 г. и са изтласкани оттам сто години по-късно, през 1648 г. Оттогава и крепостта е напусната, но дори днес с размерите си тя е една от най-внушителните в Хърватия;
  - Бурнум – някогашен римски лагер, който имал задача да контролира пътя на римските легиони през река Кърка. Разрушен през 639 г.[4]